# Denkmal der unbekannten PLAN-Soldaten in Outapi
Das Denkmal der unbekannten PLAN-Soldaten in Outapi (englisch Monument of the Unknown PLAN Soldiers in Outapi) ist ein Kriegerdenkmal des unbekannten Soldaten unweit von Outapi in der Region Omusati im Norden Namibias. Es ist seit dem 1. September 2011 ein Nationales Denkmal.

## Hintergrund
Am 1. April 1989 versammelten sich einige Kämpfer der People’s Liberation Army of Namibia (PLAN) des namibischen Befreiungskampfes im Dorf Onhokolo um zu feiern. Die Südafrikanische Armee soll nach einem Tipp einmarschiert und das Feuer auf die Soldaten eröffnet haben. 20 Kämpfer der PLAN kamen hierbei ums Leben und sind in einem Massengrab verscharrt worden. Ein wenig später durch die SWAPO errichteter Grabstein gedenkt der Gefallenen.